# 週刊誌
週刊誌（しゅうかんし）は、原則として週に1回刊行される雑誌であるが、隔週刊の場合もこの名を称することが多い。

## 歴史・特徴
1877年3月、日本初とされる週刊誌『團團珍聞』（まるまるちんぶん） が創刊された。
1922年、朝日新聞社から『旬刊朝日』、毎日新聞社から『サンデー毎日』が創刊され、今日の週刊誌のさきがけとなった。
1955年3月、ダイヤモンド社が出版社で初めて『週刊ダイヤモンド』を創刊し、新潮社が1956年2月に『週刊新潮』で、文藝春秋が1959年4月に『週刊文春』で追随するなど、他の大手出版社も週刊誌を創刊した。
出版元から「新聞社系」、「出版社系」や、購買ターゲットや主要記事による一般的な男性サラリーマンを対象とした「総合週刊誌」、女性読者向けの「女性週刊誌」、写真記事中心の「写真週刊誌」、経済・ビジネス情報中心の「経済週刊誌」、スポーツ情報の「スポーツ週刊誌」などのジャンル分けがある。
総合週刊誌の多くはB5判かA4判の大きさで、グラビアページと文章記事ページで構成される。内容は、政治・経済・芸能・スポーツ、社会事件を題材にした批判記事、ルポルタージュが中心である。著名な作家の連載小説、エッセイ、漫画（時代小説原案のものや劇画が多い）、旅行や風俗情報、ゴルフ技術情報なども掲載される。
女性週刊誌は、芸能人のスキャンダル報道が中心で、ダイエットやグルメ、生活情報なども盛り込まれ、連載漫画も読者層をターゲットに特化したものとなっている。
政治家や芸能人などの女性スキャンダルや、新聞社・テレビ局の不正行為は週刊誌の報道を契機に表面化することが少なくないが、質の悪い見出しや著名人の私生活を暴く報道や不安を煽る報道なども多いため、「イエロー・ジャーナリズム」と非難されることもある。
新聞同様に、雑誌本体の売り上げの他に掲載される広告収入が利益に占める割合が大きい。
1980年代に100万部を発行する週刊誌もあったが、現在では多くが発行部数を大きく落としており、採算割れをする週刊誌も出ている。2008年12月には読売新聞社の『読売ウィークリー』（旧『週刊読売』）が休刊になった。週刊誌は、読者層のピーク世代が60代となっている雑誌がほとんどを占める一方、30代より若い世代の読者は激減するという読者の高齢化に直面しており、将来的に、一般男性週刊誌のほとんどが休刊になるという予想がある。

## 日本の週刊誌一覧

### 総合・ビジネス
- 週刊文春 - 文藝春秋、1959年創刊
- 週刊新潮 - 新潮社、1956年創刊
- 週刊ポスト - 小学館、1969年創刊
- 週刊東洋経済 - 東洋経済新報社、1895年旬刊誌として創刊、1919年週刊化。
- 日本医事新報 - 日本醫事新報社、1921年月3回刊誌として創刊。1926年週刊化。
- サンデー毎日 - 毎日新聞出版、1922年創刊
- 週刊エコノミスト - 毎日新聞出版、1923年創刊
- 週刊金曜日 - 金曜日、1993年創刊
- 週刊金融財政事情 - 一般社団法人金融財政事情研究会発行・きんざい発売、1950年創刊
- 週刊SPA!（旧・週刊サンケイ） - 扶桑社、1952年創刊
- AERA - 朝日新聞出版、1988年創刊
- 日経ビジネス - 日経BP社、1969年創刊、1991年から週刊化 ※定期刊行物コードなし
- ニューズウィーク日本版 - CCCメディアハウス、1986年創刊
- 医学のあゆみ - 医歯薬出版、1946年創刊、1958年週刊化。

### 男女週刊誌
- 週刊プレイボーイ - 集英社、1966年創刊
- 週刊アサヒ芸能 - 徳間書店、1956年創刊
- 週刊大衆 - 双葉社、1958年創刊
- 週刊実話 - 日本ジャーナル出版、1958年創刊
- 女性自身 - 光文社、1958年創刊
- 週刊女性 - 主婦と生活社、1957年創刊
- 女性セブン - 小学館、1963年創刊

### 漫画
- 週刊漫画TIMES - 芳文社、1956年隔週刊誌として創刊、1959年週刊化。
- 週刊少年マガジン - 講談社 1959年創刊
- 週刊少年サンデー - 小学館 1959年創刊
- 週刊少年ジャンプ - 集英社 1968年月2回刊誌として創刊、1969年週刊化
- 少年チャンピオン - 秋田書店、1969年隔週刊（月2回刊）誌として創刊、1970年週刊化
- 週刊漫画ゴラク - 日本文芸社、1967年隔週刊誌として創刊、1971年週刊化。
- ヤングマガジン - 講談社、1980月2回刊誌として創刊、1989年週刊化
- モーニング - 講談社、1982隔週刊誌として創刊、1986年週刊化。
- ビッグコミックスピリッツ - 小学館、1980月刊誌として創刊、1981年月2回刊化、1986年週刊化
- ヤングジャンプ- 集英社、1979年月2回刊誌として創刊、1981年週刊化

### スポーツ・TV
- 週刊ベースボール - ベースボール・マガジン社、1958年創刊
- 週刊TVガイド - 東京ニュース通信社、1962年創刊
- 週刊ゴルフダイジェスト - ゴルフダイジェスト社、1966年月刊誌として創刊、1968年月2回刊化、1972年週刊化。
- 週刊プロレス - ベースボール・マガジン社、1955年月刊誌として創刊、1983年より週刊化。

### ファッション・写真・おもちゃ
- an・an - マガジンハウス、1970年月2回刊誌として創刊、1979年月3回刊化。1981年週刊化
- FRIDAY - 講談社、1984年創刊
- FLASH - 光文社、1986年創刊
- 週刊ファミ通 - KADOKAWA Game Linkage発行・KADOKAWA発売、1986年創刊、1991年週刊化
- 週刊Gallop - 産経新聞社、1993年創刊 ※定期刊行物コードなし

## 廃刊・休刊・刊行形態変更になった週刊誌
- 週刊朝日 - 朝日新聞出版、1922年旬刊誌として創刊、同年週刊化[4]、2023年休刊
- 週刊明星 - 集英社（1958年 - 1991年）
- 週刊ダイヤモンド - ダイヤモンド社、1913年月刊誌として創刊、1946年旬刊化、1955年週刊化。2025年4月5日号を最後に定期刊行物コードを廃止（書店販売を終了）。2025年4月12日号以降年間36冊の定期購読誌化
- 週刊現代 - 講談社、1959年創刊、2025年３月31日発売号より、隔週刊化
- 週刊平凡 - 平凡出版（1959年 - 1987年）
- 朝日ジャーナル - 朝日新聞社（1959年 - 1992年）
- 平凡パンチ - 平凡出版（1964年 - 1988年）
- 微笑 -  祥伝社（1971年 -1996年）
- 週刊宝石 - 光文社（1981年 - 2001年）
- フォーカス - 新潮社（1981年 - 2001年）
- ザテレビジョン - KADOKAWA（1982年 - 2023年）
- Emma - 文藝春秋（1985年 - 1987年）
- TOUCH - 小学館（1986年 - 1989年）
- 週刊テーミス - 学習研究社（1989年 - 1991年） - 伊藤寿男の興した株式会社テーミスが編集していた。翌年から同社が直接発行する月刊誌「月刊テーミス」として再刊。
- 読売ウィークリー（旧「週刊読売」） - 読売新聞社（1952年 - 2008年）
- 週刊アスキー - アスキー・メディアワークス（1997年 - 2015年）※電子版に完全移行
- NHKウイークリーステラ - NHKサービスセンター（1990年 - 2022年）
- ホテレス（週刊ホテルレストラン） - オータパブリケイションズ、1966年月刊誌として創刊、1972年週刊化、2023年12月4週号を以って週刊誌としての発行を終了。2024年1月月刊化（定期刊行物コードを変更）。

## 週刊誌記者出身の作家・ジャーナリスト
- 北浜流一郎（女性週刊誌とのみ分かっており誌名は未詳）
- 足立倫行（平凡パンチ）
- 佐藤雅美（週刊ポスト、週刊サンケイ）
- 森村桂（女性週刊誌とのみ分かっており誌名は未詳）
- 溝口敦（週刊アサヒ芸能）
- 石川敏男（週刊女性）
- 小峯隆生（週刊プレイボーイ）
- 児玉隆也（女性自身）
- 須藤甚一郎（女性自身、微笑）
- 志茂田景樹（週刊TVガイド、女性自身）
- 清水潔（フォーカス）
- 一橋文哉（サンデー毎日）
- 安田浩一（週刊宝石）
- 亀井淳（週刊新潮）
- 門田隆将（週刊新潮　在職中は本名の「門脇護」で執筆）

以下は週刊文春
- 梶山季之
- 大下英治
- 麻生幾
- 立石泰則
- 白石一文
- 立花隆
- 斎藤貴男
- 勝谷誠彦